# АЭС Каллауэй
АЭС Каллауэй (англ. Callaway Nuclear Generating Station) — действующая атомная электростанция в центральной части США.  
Станция расположена в округе Каллавей штата Миссури.
АЭС Каллауэй была запущена в декабре 1984 года. Единственный реактор станции мощностью 1 236 МВт относится к реакторам с водой под давлением PWR производства Westinghouse. Нынешний реактор станции обеспечивает 19% потребности штата Миссури в электроэнергии.
28 июля 2008 года была подана заявка в Комиссию по надзору за ядерной энергетикой США на строительство второго энергоблока на АЭС Каллауэй мощностью 1600 МВт к 2018-2020 годам. Однако в апреле 2009 года предложение было отклонено из-за высокой стоимости нового реактора. В 2015 году было принято решение о строительстве в штате Миссури новых солнечных электростанций для возмещения растущего энергопотребления.

## Инциденты
В апреле 2013 года на станции произошел взрыв. Причиной стало короткое замыкание в неядерной части станции. Пострадало три человека.
28 июля 2013 года на единственном энергоблоке станции был остановлен реактор из-за пожара в машинном зале.

## Информация об энергоблоках
| Энергоблок | Тип реакторов          | Мощность | Мощность | Начало строительства | Физпуск    | Подключение к сети | Ввод в эксплуатацию | Закрытие |
| Энергоблок | Тип реакторов          | Чистый   | Брутто   | Начало строительства | Физпуск    | Подключение к сети | Ввод в эксплуатацию | Закрытие |
| ---------- | ---------------------- | -------- | -------- | -------------------- | ---------- | ------------------ | ------------------- | -------- |
| Каллауэй-1 | PWR, W (4-loop) DRYAMB | 1215 МВт | 1275 МВт | 01.09.1975           | 02.10.1984 | 24.10.1984         | 19.12.1984          | —        |